# Jonathan Edvardsson
Jonathan Edvardsson (Göteborg, 7 de abril de 1997) es un jugador de balonmano sueco que juega de central en el IK Sävehof. Es internacional con la selección de balonmano de Suecia.
Su primer gran campeonato con la selección fue el Campeonato Mundial de Balonmano Masculino de 2021, donde su selección consiguió la medalla de plata.

## Palmarés

### Selección nacional
| Campeonato Mundial | Campeonato Mundial   | Campeonato Mundial | Campeonato Mundial |
| Año                | Lugar                | Medalla            |                    |
| ------------------ | -------------------- | ------------------ | ------------------ |
| 2021               | Egipto               | Medalla de plata   |                    |
| Campeonato Europeo |                      |                    |                    |
| Año                | Lugar                | Medalla            |                    |
| 2022               | Hungría y Eslovaquia | Medalla de oro     |                    |
| 2024               | Alemania             | Medalla de bronce  |                    |

### Sävehof
- Liga sueca de balonmano masculino (2): 2019, 2021

## Clubes
| Club                  | País     | Año         |
| --------------------- | -------- | ----------- |
| IK Sävehof            | Suecia   | 2014 - 2021 |
| TSV Hannover-Burgdorf | Alemania | 2021 - Act. |